# وكالة السلامة النووية والصناعية اليابانية

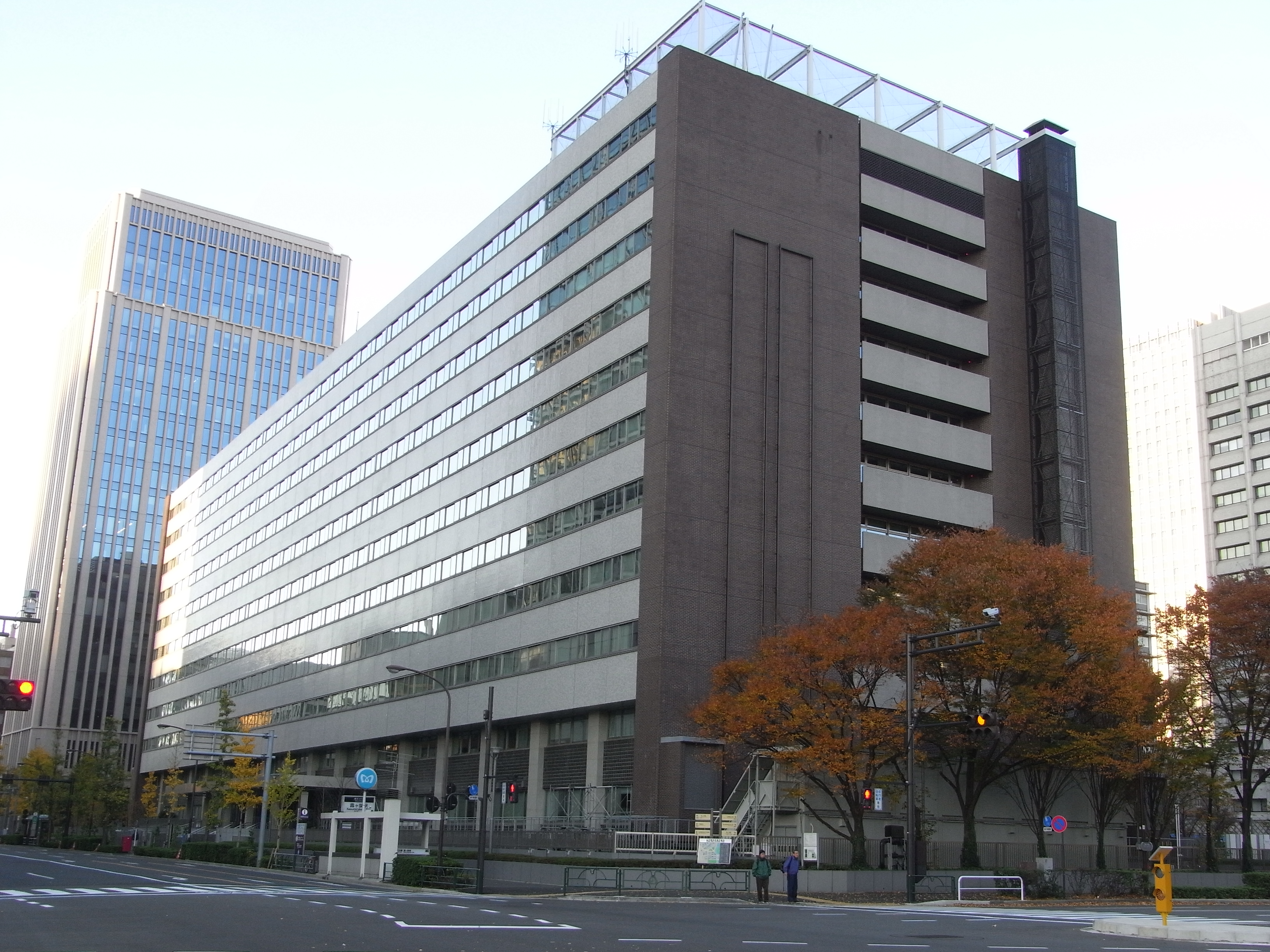

وكالة السلامة النووية والصناعية (باليابانية: 原子力安全・保安院 غينشيريوكو أنزين هوأنين) هي وكالة تتبع وزارة الاقتصاد والتجارة والصناعة اليابانية أنشأت عام 2001 ويقع مكتبها الرئيسي في كاسوميغاسيكي، تشيودا، طوكيو، وهي مسؤولة عن الإشراف على المعايير النووية في اليابان بالإضافة إلى الإشراف على السلامة الصناعية بطلبات من الحكومة اليابانية.

## وصلات خارجية
- الموقع الرسمي